# Доктор Хаус (сезон 2)
Другий сезон американського телесеріалу «Доктор Хаус» має 24 серії. Прем'єра першої серії відбулась 13 вересня 2005, останню серію показували 23 травня 2006.

## У ролях

### У головних ролях
- Г'ю Лорі — доктор Грегорі Хаус
- Ліза Едельштейн — доктор Ліза Кадді
- Омар Еппс — доктор Ерік Форман
- Роберт Шон Леонард — доктор Джеймс Вілсон
- Дженніфер Моррісон — доктор Елісон Кемерон
- Джессі Спенсер — доктор Роберт Чейз

### У другорядних ролях
- Сіла Ворд — Стейсі Ворнер

## Епізоди
| №         | Назва                                              | Режисер(и)        | Сценарист (и)                          | Вийшла в США      | Перегляд американцями (у мільйонах) | Рейтинг |
| --------- | -------------------------------------------------- | ----------------- | -------------------------------------- | ----------------- | ----------------------------------- | ------- |
| 23 (2-01) | «Визнання» «Acceptance»                            | Ден Аттіас        | Рассел Френд і Гарет Лернер            | 13 вересня 2005   | 15.91                               | 4       |
| 24 (2-02) | «Автопсія» «Autopsy»                               | Деран Сереф'ян    | Лауренс Кеплоу                         | 20 вересня 2005   | 13.64                               | 19      |
| 25 (2-03) | «Дурниця» «Humpty Dumpty»                          | Ден Аттіас        | Мет Віттен                             | 27 вересня 2005   | 13.37                               | 17      |
| 26 (2-04) | «Туберкульоз чи не туберкульоз?» «TB or Not TB»    | Пітер О'Фаллон    | Девід Фостер                           | 1 листопада 2005  | 12,18                               | 23      |
| 27 (2-05) | «Татусів хлопчик» «Daddy's Boy»                    | Грег Яітанес      | Томас Л. Моран                         | 8 листопада 2005  | 14,15                               | 19      |
| 28 (2-06) | «Крутий поворот» «Spin»                            | Фред Гербер       | Сара Гесс                              | 15 листопада 2005 | 12,95                               | 18      |
| 29 (2-07) | «Полювання» «Hunting»                              | Глорія Музайо     | Ліз Фредман                            | 22 листопада 2005 | 14,72                               | 15      |
| 30 (2-08) | «Помилка» «The Mistake»                            | Девід Семел       | Пітер Блек                             | 29 листопада 2005 | 14,91                               | 19      |
| 31 (2-09) | «Обман» «Deception»                                | Деран Сараф'ян    | Майкл Р. Перрі                         | 13 грудня 2005    | 14,52                               | 7       |
| 32 (2-10) | «Відмова від спілкування» «Failure to Communicate» | Джейс Александер  | Доріс Еган                             | 10 січня 2006     | 14,83                               | 15      |
| 33 (2-11) | «Необхідно знати» «Need to Know»                   | Девід Семел       | Памела Девіс                           | 7 лютого 2006     | 12,24                               | 8       |
| 34 (2-12) | «Відволікаючий подразник» «Distractions»           | Ден Аттіас        | Лауренс Кеплоу                         | 14 лютого 2006    | 19,20                               | 10      |
| 35 (2-13) | «Зовнішність оманлива» «Skin Deep»                 | Джим Хеймен       | Рассел Френд, Гарет Лернер і Девід Шор | 20 лютого 2006    | 14,18                               | 17      |
| 36 (2-14) | «Секс убиває» «Sex Kills»                          | Девід Семел       | Мет Віттен                             | 7 березня 2006    | 20,56                               | 7       |
| 37 (2-15) | «Неуцтво» «Clueless»                               | Деран Сараф'ян    | Томас Л. Моран                         | 28 березня 2006   | 21,44                               | 6       |
| 38 (2-16) | «Безпека» «Safe»                                   | Фелікс Алкала     | Пітер Блек                             | 4 квітня 2006     | 22,71                               | 4       |
| 39 (2-17) | «Ва-банк» «All In»                                 | Фред Гербер       | Девід Фостер                           | 11 квітня 2006    | 21,20                               | 4       |
| 40 (2-18) | «Брехня сплячої собаки» «Sleeping Dogs Lie»        | Грег Яітанес      | Сара Гесс                              | 18 квітня 2006    | 22,64                               | 3       |
| 41 (2-19) | «Хаус проти Бога» «House vs. God»                  | Джон Ф. Шолволтер | Доріс Еган                             | 25 квітня 2006    | 24,52                               | 4       |
| 42 (2-20) | «Ейфорія, частина 1» «Euphoria, Part 1»            | Деран Сараф'ян    | Метт'ю Л. Левіс                        | 2 травня 2006     | 22,71                               | 4       |
| 43 (2-21) | «Ейфорія, частина 2» «Euphoria, Part 2»            | Деран Сараф'ян    | Рассел Френд, Гарет Лернер і Девід Шор | 3 травня 2006     | 17,16                               | 9       |
| 44 (2-22) | «Навіки» «Forever»                                 | Даніель Сакгейм   | Ліз Фредман                            | 9 травня 2006     | 24,29                               | 4       |
| 45 (2-23) | «Хто твій татко?» «Who's Your Daddy?»              | Марта Мітчелл     | Джон Манкієвскі і Лауренс Кеплоу       | 16 травня 2006    | 22,38                               | 6       |
| 46 (2-24) | «Без причини» «No Reason»                          | Девід Шор         | Девід Шор                              | 23 травня 2006    | 25,47                               | 3       |